# Borås–Herrljunga Järnväg
Borås–Herrljunga Järnväg (BHJ) invigdes i juli 1863. Sträckan var cirka 42 kilometer och hade ursprungligen spårvidden 1 217 millimeter. Banan byggdes om till normalspår (1 435 millimeter) år 1898. 

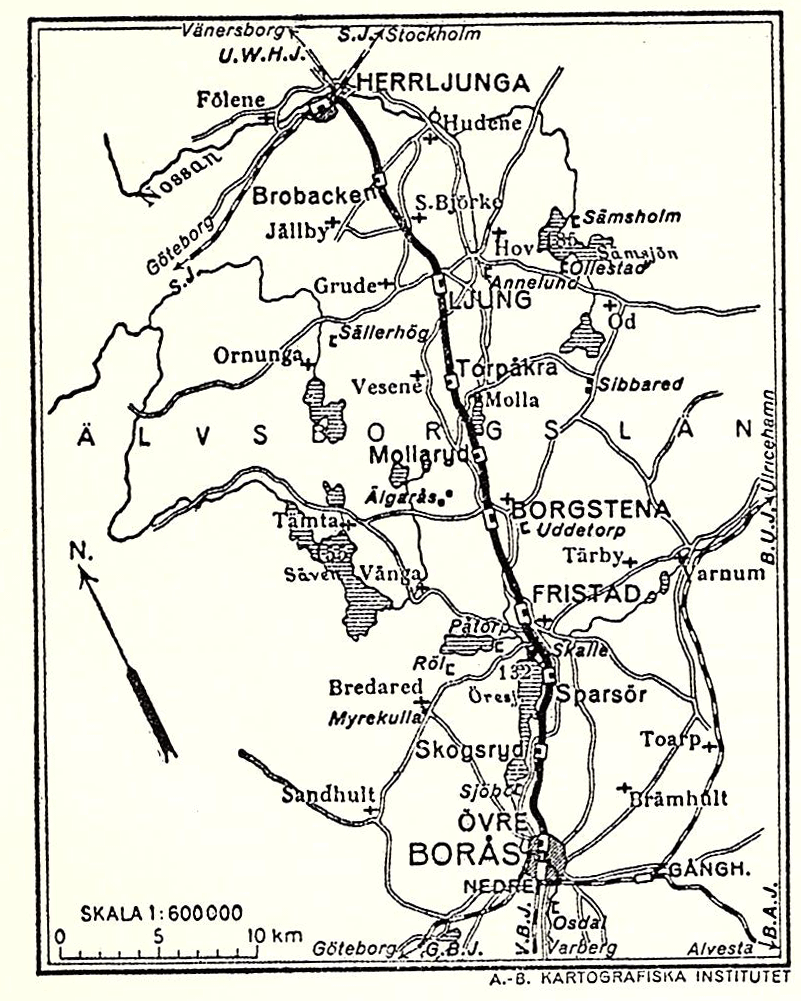
BHJ. Karta 1926

I början var namnet Borås Järnväg (BJ), men det ändrades 1874 då Bergslagernas Järnvägar bildades och använde samma initialer. 
1930 skedde en sammanläggning med Varberg–Borås Järnväg (WBJ) och namnet blev då Varberg–Borås–Herrljunga Järnväg (VBHJ).
Linjen är i dag en del av Älvsborgsbanan.